# Гегании
Геганиите (Geganii, gens Gegania) са римски патрицииски род, произлизащ от Алба Лонга през ранната Римска република, от който през 5 и 4 век пр.н.е. произлизат много консули с когномен Гегании -Мацерин (Macerinus).
- Тит Геганий Мацерин, консул 492 пр.н.е.
- Марк Геганий Мацерин, консул 447, 443 и 437 пр.н.е. и цензор 435 пр.н.е.
- Прокул Геганий Мацерин, брат на горния, консул 440 пр.н.е.
- Луций Геганий Мацерин, консулски военен трибун 378 пр.н.е.
- Марк Геганий Мацерин, консулски военен трибун 367 пр.н.е.
- Гегания, весталка при Нума Помпилий, втори цар на Рим.
- Гегания, съпруга на Сервий Тулий, шестият цар на Рим.